# Função de transferência óptica
A função de transferência óptica (FTO, em inglês, OFT de optical transfer function) descreve a variação espacial (angular) como uma função de frequência espacial (angular). Quando a imagem é projetada sobre um plano, tal como um filme fotográfico ou um detector de estado sólido, a frequência espacial é o domínio preferido, mas quando a imagem é referenciada às lentes somente, a frequência angular é preferida.
A FTO estima a aberração óptica. Sua magnitude é conhecida como a Função de Transferência de Modulação (FTM) e sua fase é conhecida como a Função de Transferência de Fase (FTP).
FTO pode ser decomposta em componentes magnitude e fase como segue:
{\displaystyle \mathbf {FTO(\xi ,\eta )} =\mathbf {FTM(\xi ,\eta )} \cdot \mathbf {FTP(\xi ,\eta )} }
onde
{\displaystyle \mathbf {FTM(\xi ,\eta )} =|\mathbf {FTO(\xi ,\eta )} |}
{\displaystyle \mathbf {FTP(\xi ,\eta )} =e^{-i2\cdot \pi \cdot \lambda (\xi ,\eta )}}
e {\displaystyle (\xi ,\eta )} são frequência espacial no plano x e y, respectivamente.
Em sistemas de imagens, o componente de fase normalmente não é capturado pelo sensor. Assim, a medida importante com relação a sistemas de imagem é a FTM.
Outra grandeza relacionada é a Função de Transferência de Contraste (FTC). FTM descreve a resposta de um sistema óptico a uma imagem decomposta em funções senoidais. FTC descreve a resposta de um sistema óptico a uma imagem decomposta em ondas quadradas.
Fase é criticamente importante em óptica adaptiva e sistemas holográficos.
O FTO é a transformada de Fourier da função de espalhamento incoerente.